# David López García
Pour les articles homonymes, voir David Garcia, David López, López et García.
David López García est un coureur cycliste espagnol né le 13 mai 1981 à Barakaldo. Passé professionnel en 2003, il a notamment obtenu une victoire d'étape lors du Tour d'Espagne 2010.

## Biographie
Il rejoint lors de la saison 2000 l'équipe Café Baqué. Il participe notamment au Tour de l'Avenir 2004 qu'il termine à la sixième place. Il signe pour l'équipe ProTour Euskaltel-Euskadi en 2005.
Ses premiers résultats arrivent lors de l'année 2007, au sein de l'équipe Caisse d'Épargne. Au début de saison, il prend la sixième place de Paris-Nice. Il remporte la cinquième étape du Tour d'Allemagne en s'échappant dans l'ascension finale du Rettenbachferner. Il termine à la troisième place du classement général final de ce Tour d'Allemagne. Il s'adjuge le classement de la montagne de la Bicyclette basque avant d'obtenir son meilleur résultat dans un grand tour de trois semaines, en terminant 14e du Tour d'Espagne 2007.
En 2008, il prend la troisième place du Grand Prix de Plouay.
Il obtient sa première grande victoire professionnelle en 2010 lors de la 9e étape du Tour d'Espagne.
En 2015, il se classe troisième du Tour de Norvège.
Lors du Tour de l'Algarve 2016, López est atteint d'une fracture de la clavicule gauche après une chute. Aligné au départ du Tour d'Espagne il y gagne la première étape, un contre-la-montre par équipes, avec la formation Sky. Au mois de novembre il prolonge le contrat qui le lie à son employeur.
Il n'est pas conservé par l'équipe Sky, qui souhaite rajeunir son effectif à l'issue de la saison 2018.

## Palmarès et classements mondiaux

### Palmarès amateur
- 1999
  - 2e de la Bizkaiko Itzulia
- 2000
  - 3e de l'Insalus Saria
- 2001
  - Antzuola Saria
  - Gran Premio San Bartolomé
  - 3e du Torneo Lehendakari
- 2002
  - 2e du Laudio Saria
  - 2e du Mémorial Cirilo Zunzarren
  - 3e de la Prueba Loinaz
  - 3e du Mémorial José María Anza
  - 3e du San Bartolomé Saria
  - 3e du Gran Premio Caja Cantabria

### Palmarès professionnel
| - 2007 - 5e étape du Tour d'Allemagne - 2e de la Subida a Urkiola - 3e du Tour d'Allemagne - 6e de Paris-Nice - 2008 - 3e du Grand Prix de Plouay - 2009 - 3e de la Subida al Naranco - 2010 - 9e étape du Tour d'Espagne | - 2011 - 3e étape du Tour de Burgos (contre-la-montre par équipes) - 2e de la Klasika Primavera - 7e du Tour du Pays basque - 2013 - 6e étape de l'Eneco Tour - 3e du Tour de Pékin - 2015 - 3e du Tour de Norvège - 2016 - 1re étape du Tour d'Espagne (contre-la-montre par équipes) |  |

### Résultats sur les grands tours

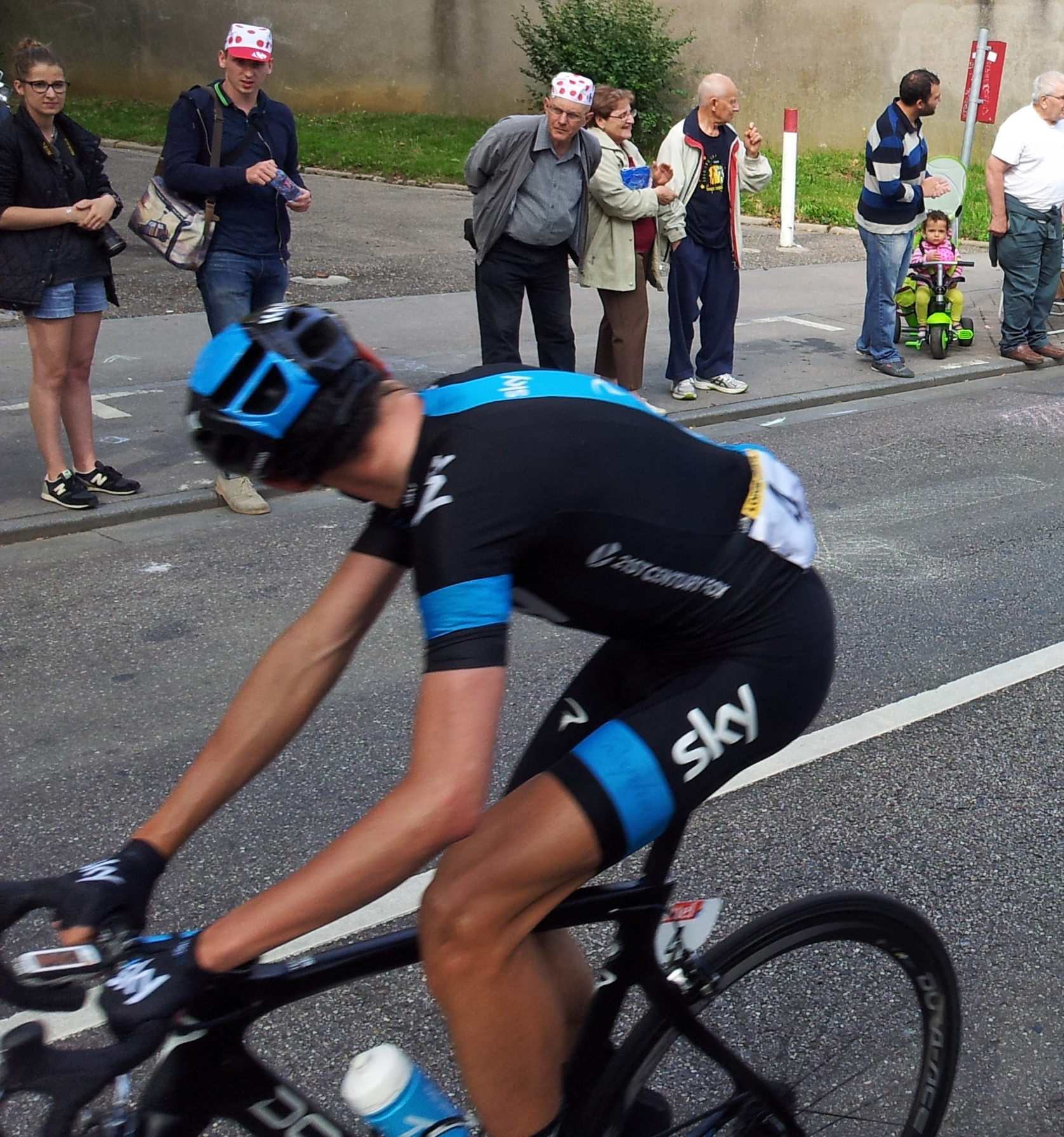
David López García dans la 7e étape du Tour de France 2014

#### Tour de France
4 participations
- 2006 : abandon (18e étape)
- 2008 : 51e
- 2013 : 127e
- 2014 : 105e

#### Tour d'Italie
4 participations
- 2005 : abandon (7e étape)
- 2006 : 40e
- 2009 : abandon (20e étape)
- 2016 : 69e

#### Tour d'Espagne
8 participations
- 2003 : 47e
- 2005 : 75e
- 2007 : 14e
- 2009 : 42e
- 2010 : 42e, vainqueur de la 9e étape
- 2011 : abandon (17e étape)
- 2016 : 60e, vainqueur de la 1re étape (contre-la-montre par équipes)
- 2017 : 66e

### Classements mondiaux
| Année                                 | 2007 | 2008 | 2009 | 2010 | 2011 | 2012 | 2013 | 2014 | 2015 | 2016  | 2017  | 2018  |
| ------------------------------------- | ---- | ---- | ---- | ---- | ---- | ---- | ---- | ---- | ---- | ----- | ----- | ----- |
| UCI ProTour                           | 28e  | 49e  |      |      |      |      |      |      |      |       |       |       |
| Calendrier mondial                    |      |      | nc   | 140e |      |      |      |      |      |       |       |       |
| UCI World Tour                        |      |      |      |      | 102e | nc   | 62e  | nc   | nc   | nc    | 288e  | 364e  |
| Classement mondial                    |      |      |      |      |      |      |      |      |      | 1393e | 987e  | 1933e |
| UCI Europe Tour                       |      |      |      |      |      |      |      |      |      | 1295e | 1047e | nc    |
| UCI Asia Tour                         |      |      |      |      |      |      |      |      |      | nc    | nc    | 489e  |
|                                       |      |      |      |      |      |      |      |      |      |       |       |       |
| Légende : nc = non classéSource : UCI |      |      |      |      |      |      |      |      |      |       |       |       |